# 布什捷赫拉德

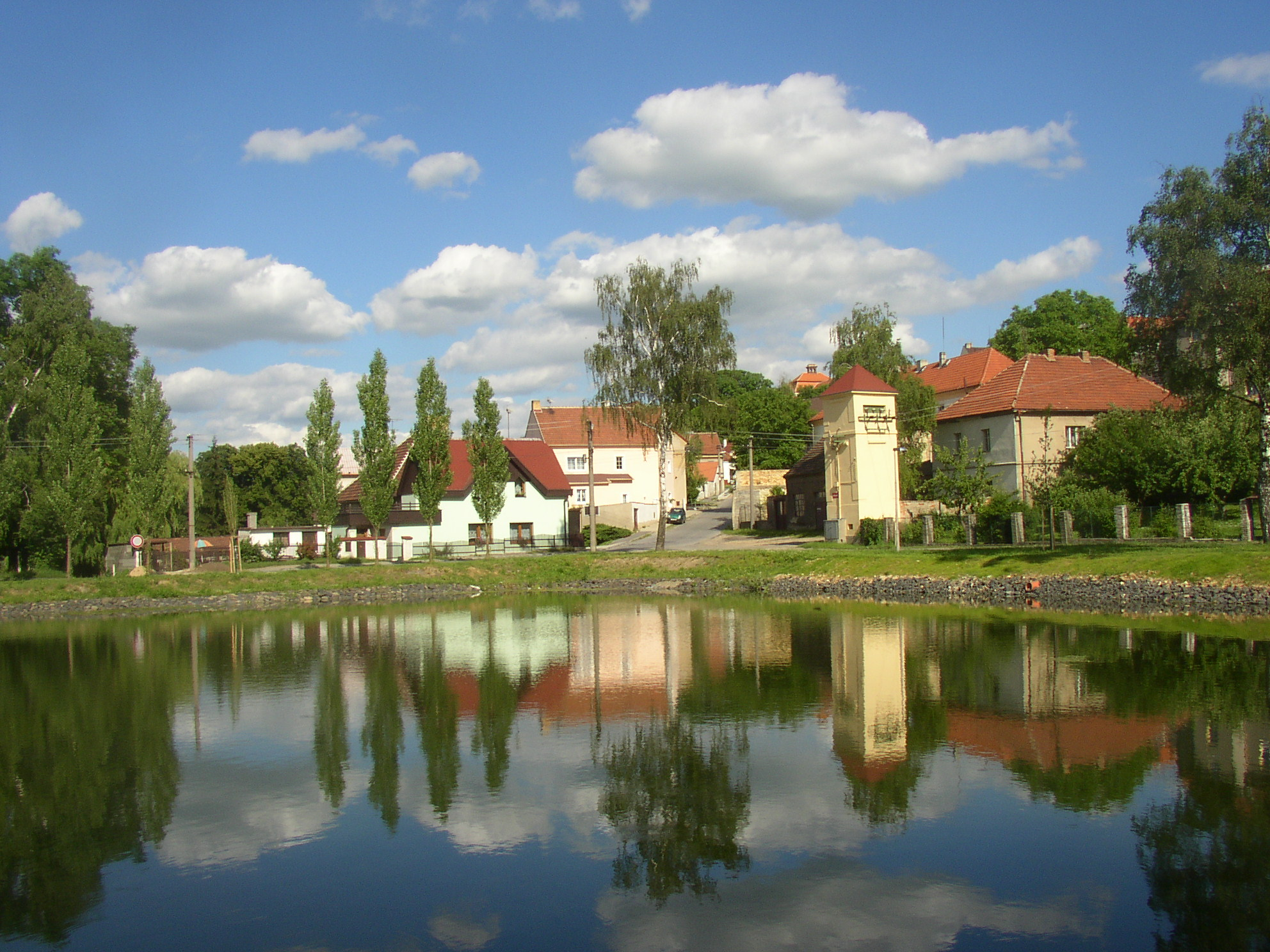

布什捷赫拉德是捷克的城鎮，位於該國西北部，距離首都布拉格20公里，由中波希米亞州負責管轄，面積7.61平方公里，海拔高度322米，2005年人口2,735。

## 外部連結
- Official website （页面存档备份，存于） （英文）